# Rio Gavião
O rio Gavião é um curso de água do estado brasileiro da Bahia, afluente do rio de Contas. Com extensão de 380 km, banha um total de doze municípios da região sudoeste do estado.
Às margens do rio vive o cantor Elomar, nele encontrando inspiração.

## Descrição
Tem sua nascente na Serra do Banho, formação que integra a Serra do Espinhaço, no município de Jacaraci, a uma altitude de 1 250 m; após o curso de 380 km, encontra-se com o rio de Contas a uma altitude de 325 m.
Seu curso segue da nascente a leste rumo a oeste, partindo de Jacaraci e integram sua bacia hidrográfica os municípios de Mortugaba, Condeúba, Cordeiros, Guajeru, Presidente Jânio Quadros, Cândido Sales (pequenas partes do território), Vitória da Conquista (região oeste), Maetinga, Piripá, Tremedal, Caraíbas, Belo Campo, Anagé, Aracatu, Caetanos, Tanhaçu e Mirante onde, então, encontra-se com o rio de Contas.
É o maior rio intermitente do estado, e até a construção da Barragem de Anagé era considerado um dos maiores do mundo nesta condição de intermitência; como os demais rios situados na zona da caatinga (ali denominada "gerais"), alterna períodos de cheias (outubro a março) com o restante do ano seco; a amplitude pluviométrica da região em que se situa varia de 300 a 800 mm/ano, e sua área de abrangência situa-se no chamado "Polígono das Secas" e é uma das regiões mais pobres da Bahia.
A construção de represas e barragens ao longo de seu curso, entretanto, vem modificando a vida dos moradores de seu entorno, com projetos de irrigação que possibilitaram o incremento, especialmente junto à Barragem de Anagé, da "pecuária extensiva, da piscicultura e, sobretudo, da fruticultura irrigada (destinada à exportação)", bem como ampliação do comércio local.
Também está no seu curso a Barragem de Tremedal, esta com destinação principal o fornecimento de água pela Empresa Baiana de Saneamento (Embasa).